# ویه-زان-مروان
ویه-زان-مروان (به فرانسوی: Villiers-en-Morvan) یک کمون در فرانسه با جمعیت ۴۲ نفر است که در Canton of Liernais واقع شده‌است.